# اسپارکل کامپیوترز
اسپارکل کامپیوترز (انگلیسی: SPARKLE Computer) شرکت سخت‌افزار تایوانی است، که در سال ۱۹۸۲ تأسیس شد.